# Vaška
Vaška is een plaats in de gemeente Sopje in de Kroatische provincie Virovitica-Podravina. De plaats telt 392 inwoners (2001).